# ГЕС Batalha
ГЕС Batalha — гідроелектростанція на сході Бразилії на межі штатів Гояс та Мінас-Жерайс. Знаходячись перед ГЕС Serra do Facão, становить верхній ступінь каскаду на річці Сан-Маркос (права притока Парани, точніше її верхньої течії Паранаїби).
Річку перекрили греблею висотою 50 метрів, котра утворила водосховище з площею поверхні до 138 км2 (операційний рівень, при максимальному заповненні показник збільшуватиметься до 146 км2). Воно має об'єм 1782 млн м3 (корисний об'єм 1352 млн м3) та припустиме коливання рівня між позначками 785 та 800 метрів НРМ (максимальний рівень на випадок повені становить 801 метр НРМ). Накопичення ресурсу у сховищі дасть змогу збільшити виробіток на всіх розташованих нижче гідроелектростанціях басейну Парани. Крім того, вода буде використовуватися з метою іригації.
Пригреблевий машинний зал обладнано двома турбінами типу Каплан потужністю по 26,87 МВт, які працюють при напорі у 36,9 метра.
Видача продукції відбувається по ЛЕП, розрахованій на роботу під напругою 138 кВ.